# Saxparty 13
Saxparty 13 är ett studioalbum från 1986 av det svenska dansbandet Ingmar Nordströms på skivmärket Frituna. Albumet placerade sig som högst på 16:e plats på den svenska albumlistan.

## Låtlista
1. När du ler (Sun Street)
2. Bye, Bye My Love
3. The Power of Love
4. Toot Toot (My Toot Toot)
5. Danke Schön
6. Ob-La-Di, Ob-La-Da
7. Personality
8. Tomelilla 6-5000 (Pennsylvania 6-5000)
9. Kvällen är slut
10. I Know Him So Well
11. Birdie Nam-Nam
12. Morning Dew
13. Det kallas för kärlek
14. Säg måne säg

## Listplaceringar
| Lista (1986) | Topplacering |
| ------------ | ------------ |
| Sverige      | 19           |

### Fotnoter
1. ↑  Listplacering